# Rzeczniów-Kolonia
Rzeczniów-Kolonia – wieś sołecka  w Polsce położona w województwie mazowieckim, w powiecie lipskim, w gminie Rzeczniów.
W latach 1975–1998 miejscowość administracyjnie należała do województwa radomskiego.
Wierni Kościoła rzymskokatolickiego należą do parafii św. Restytuta i Niepokalanego Poczęcia Najświętszej Maryi Panny w Rzeczniowie.

## Galeria

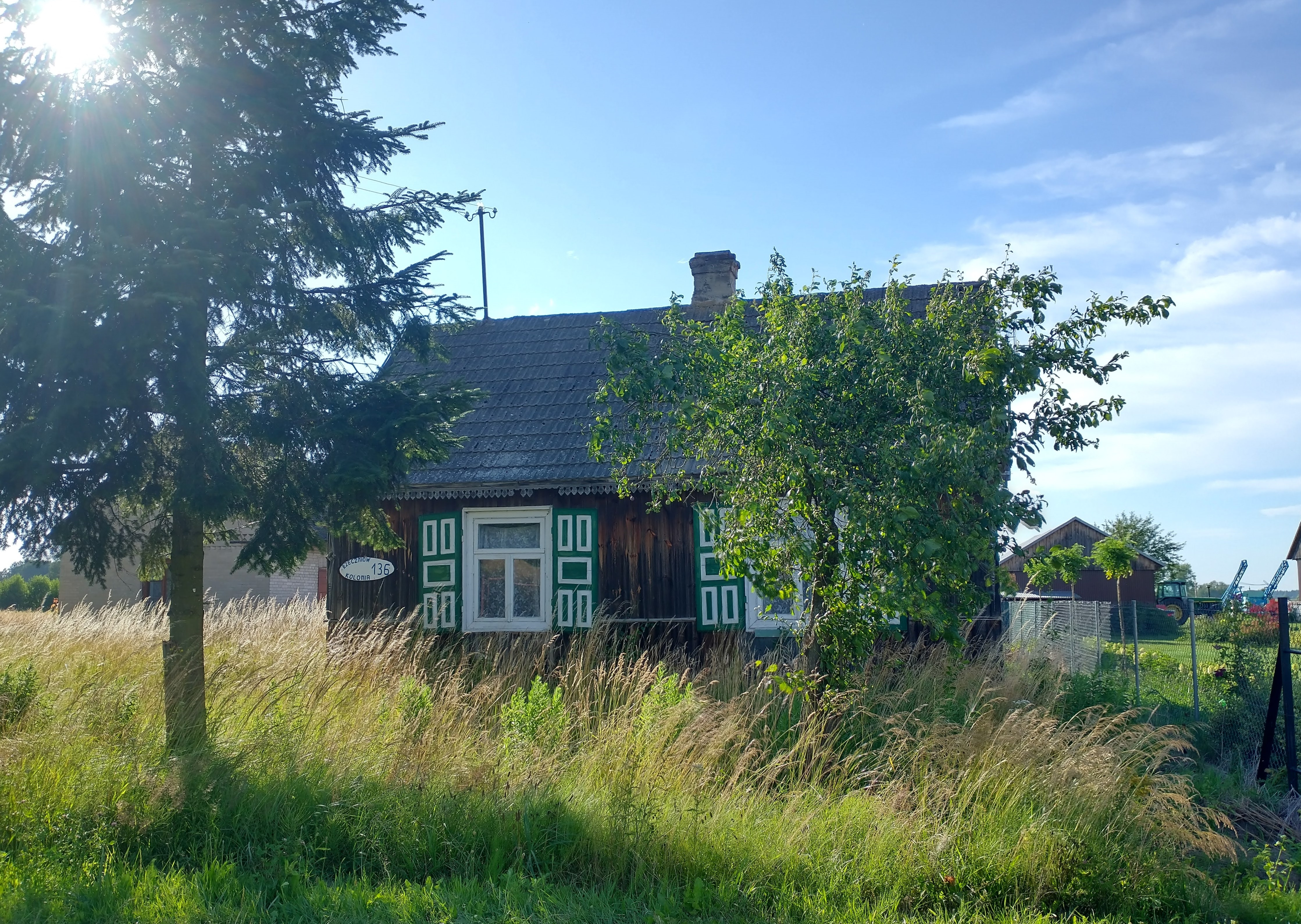
Drewniana architektura wsi
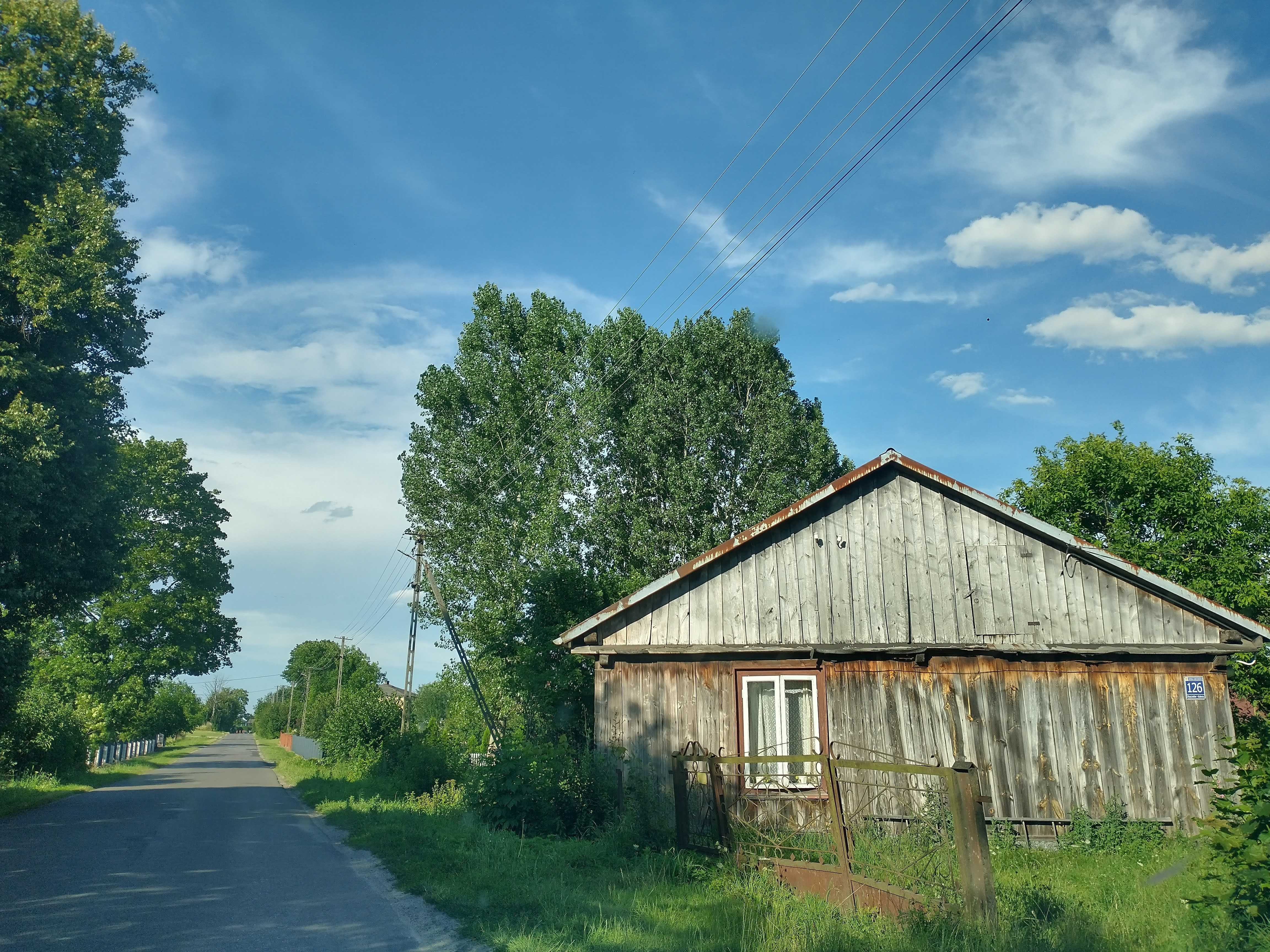